# 凯娅·萨里阿霍
凯娅·安内莉·萨里阿霍（芬蘭語：Kaija Anneli Saariaho；1952年10月14日—2023年6月2日），娘家姓为拉科宁（Laakkonen），芬兰作曲家。她谱写了多部声乐、五部歌剧、室内乐，及为交响乐团演奏的大型作品。萨里阿霍在她多部作品中使用传统乐器的声部之外也添加了电子音乐或人工合成的声音。她曾获得过多个音乐大奖。自1984年起萨里阿霍一直居住在法国巴黎。

## 生平及职业

### 背景及青少年时期
凯娅·萨里阿霍的娘家姓为拉科宁。她在赫尔辛基成长及上学。其父亲为后来获得“工业顾问”荣誉称号的企业总裁劳诺·拉科宁。她学会了弹小提琴、吉他和钢琴，并在东赫尔辛基音乐学校上了几年学。她高中毕业于一所施泰纳式中学。
在大学头几年，萨里阿霍同时在赫尔辛基艺术设计大学学习平面设计、在赫尔辛基音乐学院学习钢琴演奏、及在赫尔辛基大学学习音乐学。后来她转入西贝柳斯音乐学院。

### 大学及协会
1976至1980年间萨里阿霍在西贝柳斯音乐学院帕沃·海尼宁的指导下学习音樂創作。后来她又前往德国弗赖堡师从布莱恩·芬尼豪赫和克劳斯·胡贝尔（于1982年获得音乐创作文凭），以及前往法国IRCAM学习。
萨里阿霍属于所谓的芬兰现代音乐第三代人物。在这代音乐家的作品中质感音乐被欧洲现代音乐的序列主义取代。萨里阿霍和同学们一起成立名为“张开耳朵”的音乐协会，该协会的目的是在芬兰推广及发展这种现代音乐形式。除萨里阿霍之外，协会的其他成员有芒努斯·林德贝里、约尼·凯帕伊宁、埃萨-佩卡·萨洛宁等。萨里阿霍在1970至1980年代交替之际担任该协会的主席。
“张开耳朵”协会里对歌剧院提出了尖锐的批评，认为歌剧是僵化及过时的艺术形式。协会里用“护耳冬帽歌剧”这个名词来嘲笑那些选用传统创作手法及主题来创作的歌剧。在1982年的杂志采访中萨里阿霍表示她将不会创作歌剧或交響曲。
自1984年起萨里阿霍一直住在巴黎，但她不时长期访问其他地方，如1993年前往日本京都、1988至1989年前往美国圣迭戈，以及1997至1998年回到芬兰担任西贝柳斯音乐学院的访问教授。

### 歌剧创作
萨里阿霍的首部歌剧《遥远的爱》在2000年首演于奥地利萨尔茨堡。《纽约时报》把该歌剧形容为“诗意般的杰作”，BBC音乐杂志则把它评为2000年最佳新作。2003年萨里阿霍获得了金额为二十万美元的格劳迈耶奖。该歌剧的芬兰首演在2004年芬兰国家歌剧院举行。
萨里阿霍的第二部歌剧《阿德里亚娜·马泰尔》在2006年3月巴黎首演。该歌剧情节背景安排在某个正在战争的国家，一般认为是南斯拉夫內戰中的某个巴尔干国家。
第三部歌剧《埃米莉》在2010年里昂首演。芬兰首演于2015年4月在芬兰国家歌剧院里举行。歌剧的主人公是法国埃米莉·夏特莱侯爵夫人。此歌剧是题献给芬兰歌剧女高音卡丽塔·马蒂拉。这三部歌剧的剧本作家都是阿敏·馬盧夫。
第四部歌剧《Only The Sound Remains》是根据两部日本能剧改编而来的。该歌剧在2016年荷兰国家歌剧院50周年纪念时演出。
萨里阿霍的第五部歌剧《无辜》基于芬兰作家索菲·奧克薩寧所写的剧本。该歌剧分五幕，并用多种语言演唱。该作品在2021年普罗旺斯地区艾克斯首演，芬兰首演在2022年芬兰国家歌剧院里举行。

### 家庭
萨里阿霍的丈夫为法国作曲家让-巴蒂斯特·巴里埃。巴里埃曾为很多萨里阿霍作品演出中提供了场景视觉设计。
萨里阿霍的儿子阿莱克西·巴里埃是导演、音乐剧团的创始人、翻译家及剧作家。女儿阿利萨·内日·巴里埃（Aliisa Neige Barrière）为小提琴家及指挥家，她于2019年开始在西贝柳斯音乐学院学习指挥。萨里阿霍一家在巴黎居住。
2021年萨里阿霍诊断有无法治愈的胶质母细胞瘤。2023年6月2日她病逝于巴黎家中，享年70岁。